# Getz/Gilberto
Getz/Gilberto là album phòng thu của nghệ sĩ saxophone Stan Getz và nghệ sĩ guitar João Gilberto, được phát hành vào tháng 3 năm 1964 bởi Verve Records. Nhạc sĩ và nghệ sĩ piano Antônio Carlos Jobim cũng có nhiều đóng góp lớn trong vai trò nhạc công, sáng tác và hòa âm, còn nữ ca sĩ Astrud Gilberto hát chính trong 2 ca khúc nổi tiếng "The Girl from Ipanema" và "Corcovado". Phần bìa đĩa do Olga Albizu thiết kế. Mang âm hưởng jazz và bossa nova, Getz/Gilberto là album đầu tiên thuộc hai thể loại này và là album đầu tiên không-phải-tiếng-Anh giành giải Grammy cho Album của năm 1965.
Getz/Gilberto được coi là sản phẩm thu âm quan trọng nhất đưa thể loại bossa nova tới với thế giới và là một trong những album nhạc jazz bán chạy nhất mọi thời đại. Album cũng có được thành công lớn về mặt thương mại với hơn 2 triệu đĩa tiêu thụ chỉ riêng trong năm 1964. Getz/Gilberto cũng nằm trong danh sách các album vĩ đại nhất mọi thời đại của các tạp chí Rolling Stone và Vibe. Đánh giá chuyên môn cũng đề cao chất giọng của João Gilberto cùng những kỹ thuật chơi groove và âm nhạc tối giản. Năm 1965, Getz/Gilberto còn được trao Giải Grammy cho album hòa tấu jazz của năm và Giải Grammy cho chỉnh âm xuất sắc đối với thể loại album-khác-nhạc-cổ-điển. Ca khúc "The Girl from Ipanema" ngoài ra còn nhận giải Grammy cho Thu âm của năm và trực tiếp đưa Astrud Gilberto trở thành ngôi sao toàn cầu.

## Danh sách ca khúc
| STT              | Nhan đề                                   | Sáng tác                                                | Thời lượng |
| ---------------- | ----------------------------------------- | ------------------------------------------------------- | ---------- |
| 1.               | "The Girl from Ipanema"                   | Antônio Carlos Jobim, Vinicius de Moraes, Norman Gimbel | 5:21       |
| 2.               | "Doralice"                                | Antônio Almeida, Dorival Caymmi                         | 2:47       |
| 3.               | "Para Machucar Meu Coração"               | Ary Barroso                                             | 5:07       |
| 4.               | "Desafinado"                              | Jobim, Newton Mendonça                                  | 4:09       |
| 5.               | "Corcovado (Quiet Nights of Quiet Stars)" | Jobim                                                   | 4:17       |
| 6.               | "Só Danço Samba"                          | Jobim, de Moraes                                        | 3:42       |
| 7.               | "O Grande Amor"                           | Jobim, de Moraes                                        | 5:27       |
| 8.               | "Vivo Sonhando"                           | Jobim                                                   | 2:56       |
| Tổng thời lượng: | Tổng thời lượng:                          | Tổng thời lượng:                                        | 33:46      |

| Tái bản CD năm 1967 | Tái bản CD năm 1967                                       | Tái bản CD năm 1967 |
| STT                 | Nhan đề                                                   | Thời lượng          |
| ------------------- | --------------------------------------------------------- | ------------------- |
| 9.                  | "The Girl from Ipanema - ấn bản 45 rpm"                   | 2:54                |
| 10.                 | "Corcovado (Quiet Nights of Quiet Stars) - ấn bản 45 rpm" | 2:20                |
| Tổng thời lượng:    | Tổng thời lượng:                                          | 39:00               |

## Thành phần tham gia sản xuất
- Stan Getz – tenor saxophone
- João Gilberto – guitar, hát
- Antônio Carlos Jobim – piano
- Sebastião Neto – double bass
- Milton Banana – trống, pandeiro
- Astrud Gilberto – hát chính trong "The Girl from Ipanema", "Corcovado", "The Girl from Ipanema" (ấn bản 45 rpm) và "Corcovado" (ấn bản 45 rpm)

Ấn bản tái bản có ghi cho Tommy Williams trong vai trò bass.